# Apanteles pseudomacromphaliae
Apanteles pseudomacromphaliae is een insect dat behoort tot de orde vliesvleugeligen (Hymenoptera) en de familie van de schildwespen (Braconidae). De wetenschappelijke naam van de soort werd voor het eerst geldig gepubliceerd door Havrylenko & Winterhalter in 1949.